# Fritz Kreisler
Fritz Kreisler (Bécs, 1875. február 2. – New York, 1962. január 29.) osztrák születésű, később Amerikába települt hegedűművész, zeneszerző.

## Élete
Anyja Anna Chaje Rijwe Reches (Dobromil, ukránul Добромиль, Sztari Szimbir-i terület, Ukrajna, 1852 – Bécs, 1909), apja Samuel Severin Kreisler (Ternopol, Ukrajna, 1845 – Bécs, 1921), zsidó orvos volt. A csodagyerek Kreisler már háromévesen tudott kottát olvasni. Első hegedűleckéit még apjától kapta, aki lelkes amatőr muzsikus volt, majd Jacques Auber lett a mestere.
1882-ben (7 évesen) a Bécsi Zenei Konzervatórium legfiatalabb diákjaként ifjabb Josef Hellmesberger és Anton Bruckner irányítása alatt tanult. Két évvel később, 9 évesen mutatkozott be szólistaként és a következő évben, 10 évesen a Párizsi Zenei Konzervatóriumban folytatta tanulmányait Lambert-Joseph Massart, Massenet és Delibes szárnyai alatt.
Testvérei Antoine, Malwin, Ludwig, Hugo és Ella voltak. 12 éves korában kikeresztelkedett. Kétszer házasodott: 1902-ben a porosz Miss de Casin, 1905. január 18-án Hobokenben Harriet Lies (Manhattan, New York, 1869. október 6. – Manhattan, 1963. május 29.)
1888-ban az Egyesült Államokban tett első alkalommal hangversenykörutat Moriz (Moritz) Rosenthallal, majd néhány évi szünet után, abbahagyva orvosi tanulmányait, folytatta a koncertezést egészen 1899-ig. 1924-ben Berlinben, majd 1933-ban Párizsban telepedett le, s 1938-ban francia állampolgár lett. A nácik üldözése elől 1939-ben Amerikába emigrált, és 1943-ban ott is állampolgárságot kapott. 1941-ben egy közlekedési baleset következményeként karrierje megtört, bár még 1950-ig játszott a hangszerén. 1902-ben vette feleségül Harriet Lies-t, aki igazi menedzserként segítette koncertjeinek szervezését.

## Munkái
Kreisler számtalan olyan hegedűdarab szerzője, amelyeknek az előadása bravúros technikát követel, ugyanakkor alkalmasak a „szalonok” igényeit kielégíteni romantikus melódiájukkal. Gyakran fordult régi híres muzsikusok – Dvořák, Paganini, Albéniz, Manuel de Falla, Corelli, Mozart, Tartini – stílusához, nemegyszer azt a látszatot keltve (és megerősítve), hogy műve amazok egy-egy szerzeményének átirata. (Pl. a XX. század közepéig szerzőként Pugnani-Kreisler szerepelt a ma már „Praeludium és allegro Pugnani stílusában” című virtuóz darab kottáján)

## Legismertebb műveiből
- Régi bécsi táncdallamok:
  - Liebesfreud – (Szerelmi öröm) T-801.412.328-6, T-801.412.529-3, T-801.413.615-4
  - Liebesleid – (Szerelmi bánat) T-901.124.527-5
  - Schön Rosmarin – (Szép Rozmaring) ISWC T-901.129.260-7, T-914.728.780-7, T-800.211.521-2 (több angol nyelvű átírás szerint)
- Ich mache oft die Augen zu T-914.509.072-8
- Frühlingsstimme T-930.318.215-2
- Sissy excerpts T-070.135.738-1
- Andante cantabile (Csajkovszkij) T-930.318.215-2
- Arabisches Lied (Rimszkij-Korszákov) T-801.631.020-7
- Moment musical (Schubert) T-800.982.114-2
- Als die alte Mutter sang (Dvořák) T-800.607.058-3
- Lieder ohne Worte (Mendelssohn) T-800.654.066-6
- Berceuse romantique T-801.643.623-1
- A-moll mazurka (Chopin) T-800.334.128-5
- Praeludium et Allegro Gaetano Pugnani stílusában
- La Précieuse Couperin stílusában
- Variációk egy Corelli témára T-922.053.854-5
- O Sactissima (Corelli) T-922.044.433-7
- Rondino egy Beethoven témára T-800.617.287-9
- Rosamunda – (balett) T-071.420.221-7
- Rondo all'Ungarese (Haydn) T-071.425.663-9
- 17. Ungarischer Tanz  (Brahms) T-914.635.170-4
- Concerto Vivaldi stílusában
- Kadenciák Beethoven és Brahms hegedűversenyéhez T-070.029.915-5